# Opetiidae
Opetiidae  (лат.) — семейство насекомых из отряда двукрылых, в которое включены два современных рода — Opetia Meigen, 1830 и Puyehuemyia Amorim, Silva, Brown, 2018. Четыре рода известны в ископаемом состоянии из нижнемеловых отложений. Обитают эти мухи в низменностях лесов и горных районов. Биология этих двукрылых известна плохо.

## Распространение
Европа (O. nigra), Дальний Восток России (O. ussuriensis), Япония (O. alticola и  O. anomalipennis), Чили (P. chandleri).

## Классификация
5 современных видов из 2 родов и несколько ископаемых.
- † Род Lithopetia Zhang, 1987 [2]
  - †Lithopetia hirsuta  Zhang, 1987
- Род Opetia Meigen, 1830
  - Opetia alticola Saigusa, 1963[3]
  - Opetia anomalipennis Saigusa, 1963[3]
  - Opetia nigra Meigen, 1830
  - Opetia ussuriensis Shatalkin, 1985[4]
- † Род Opetiala Coram, Jarzembowski & Mostovski, 2000[5]
  - †Opetiala shatalkini Coram, Jarzembowski & Mostovski, 2000
- † Род Oppenheimiella Meunier, 1893[6]
  - †Oppenheimiella baltica Meunier, 1893
- † Род Pseudopetia Zhang, 1987[2]
  - †Pseudopetia exilis Zhang, 1987
  - †Pseudopetia grandis Zhang, 1987
- Род Puyehuemyia Amorim, Silva, Brown, 2018[1]
  - Puyehuemyia chandleri Amorim, Silva, Brown, 2018